# Melle (Melle Deux-Sèvres)
Melle ist eine ehemalige französische Gemeinde mit 3.244 Einwohnern (Stand 1. Januar 2022) im Département Deux-Sèvres in der Region Nouvelle-Aquitaine. Sie gehörte zum Arrondissement Niort und zum Kanton Melle. Melle lag an der Via Turonensis, dem westlichsten der vier Jakobswege in Frankreich.
Mit Wirkung vom 1. Januar 2019 wurde die ehemals selbständige Gemeinde Melle mit den bisherigen Gemeinden Mazières-sur-Béronne, Paizay-le-Tort, Saint-Léger-de-la-Martinière und Saint-Martin-lès-Melle zur namensgleichen Commune nouvelle Melle zusammengelegt. Innerhalb der neuen Gemeinde haben die alten Gemeinden jeweils den Status einer Commune déléguée. Der Verwaltungssitz befindet sich im Ort Melle.

## Lage und Klima
Der kleine Ort Melle liegt am Flüsschen Legère knapp 60 km (Fahrtstrecke) südwestlich von Poitiers in einer Höhe von ca. 100 m; bis Bordeaux sind es noch etwa 200 km. Das Klima wird in hohem Maße vom ca. 80 km entfernten Atlantik geprägt; Regen (ca. 850 mm/Jahr) fällt überwiegend im Winterhalbjahr.

## Bevölkerungsentwicklung
| Jahr      | 1800 | 1851 | 1901 | 1954 | 1999 |
| Einwohner | 1741 | 2700 | 2614 | 3221 | 3851 |

Das deutliche Bevölkerungswachstum im 20. Jahrhundert ist im Wesentlichen auf die Zuwanderung von Familien aus den umliegenden Dörfern infolge der Mechanisierung der Landwirtschaft zurückzuführen.

## Wirtschaft
Wichtigster Wirtschaftsfaktor ist die Landwirtschaft und hier vor allem die Viehzucht. Früher wurden auch Esel und Maultiere gezüchtet, die jedoch im Rahmen der zunehmenden Mechanisierung der Landwirtschaft nicht mehr benötigt werden. Ansonsten prägen Handwerk und Kleinhandel das Wirtschaftsleben der Kleinstadt. Aus der Produktion von Zucker und Äthylalkohol im 19. Jahrhundert ging im 20. Jahrhundert ein mittelständisches Chemiewerk hervor.

## Geschichte

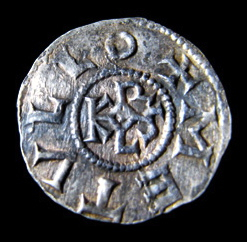
Rückseite des Aachener Karlsdenar, geprägt in Melle

Melle hieß in der Antike Metullum – ein Name, der entweder vom keltischen Wort metl („Anhöhe“ oder „Einfriedung“) hergeleitet wird, der aber auch eine gewisse Ähnlichkeit mit dem lateinischen Begriff metallum aufweist. So ist denn auch bereits für die römische Zeit die Förderung von Blei- und Silbererz (Galenit) nachgewiesen. Das Silbervorkommen nutzten auch die Merowinger und Kapetinger; sie betrieben bereits im frühen Mittelalter in der Stadt eine bedeutende Münzprägestätte und sicherten ihr damit über Jahrhunderte einen dauerhaften Wohlstand. Geprägt wurden vor allem Obolus und Denarius. Das nebenbei anfallende Blei wurde über Jahrhunderte zum Eindecken von Kirchen und Kathedralen gebraucht. Ab dem Hochmittelalter wurden die Minen nur noch sporadisch betrieben und gerieten in Vergessenheit, bis sie im Jahre 1830 wiederentdeckt wurden.
Gleichzeitig partizipierte Melle am regen Pilgerstrom nach dem noch beinahe 1200 km entfernten Santiago de Compostela. Aus dieser Blütezeit stammen die drei bedeutenden romanischen Kirchen, die von der ehemaligen Bedeutung der Stadt zeugen.
Während des Hundertjährigen Krieges (1337–1453) zwischen England und Frankreich kam Melle vorübergehend (1363–1370) unter englische Herrschaft. In der Zeit der Hugenottenkriege wurde der Ort belagert und in Mitleidenschaft gezogen – der königliche Statthalter wurde gehängt. Katharina von Medici traf ihren Neffen, den späteren französischen König Heinrich IV., im Jahr 1586 in Melle.

#### St-Pierre

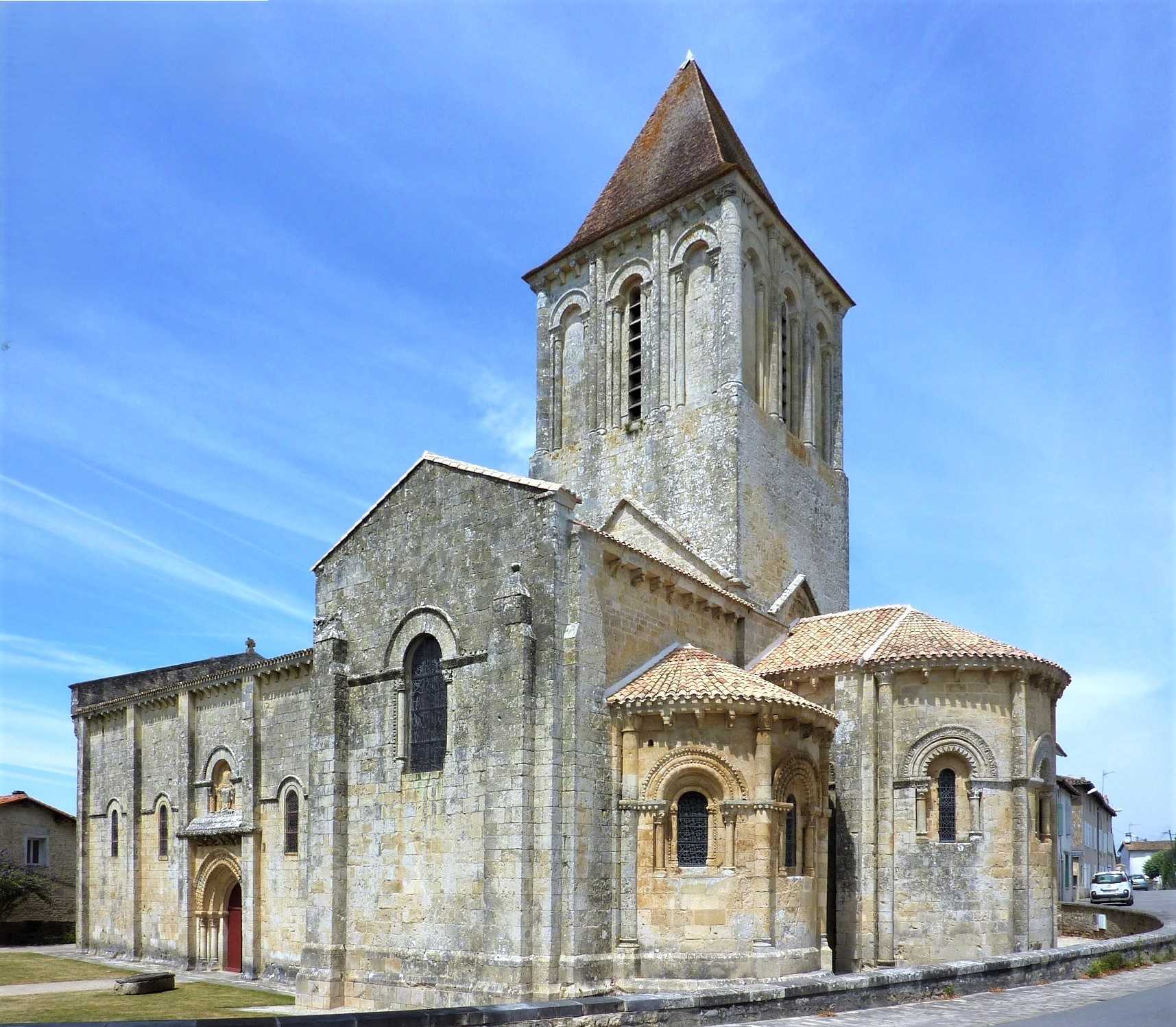
Kirche Saint-Pierre

## Sehenswürdigkeiten

### Weitere Sehenswürdigkeiten
Melle weist zusätzlich zu den weithin bekannten Kirchen noch andere Sehenswürdigkeiten auf:

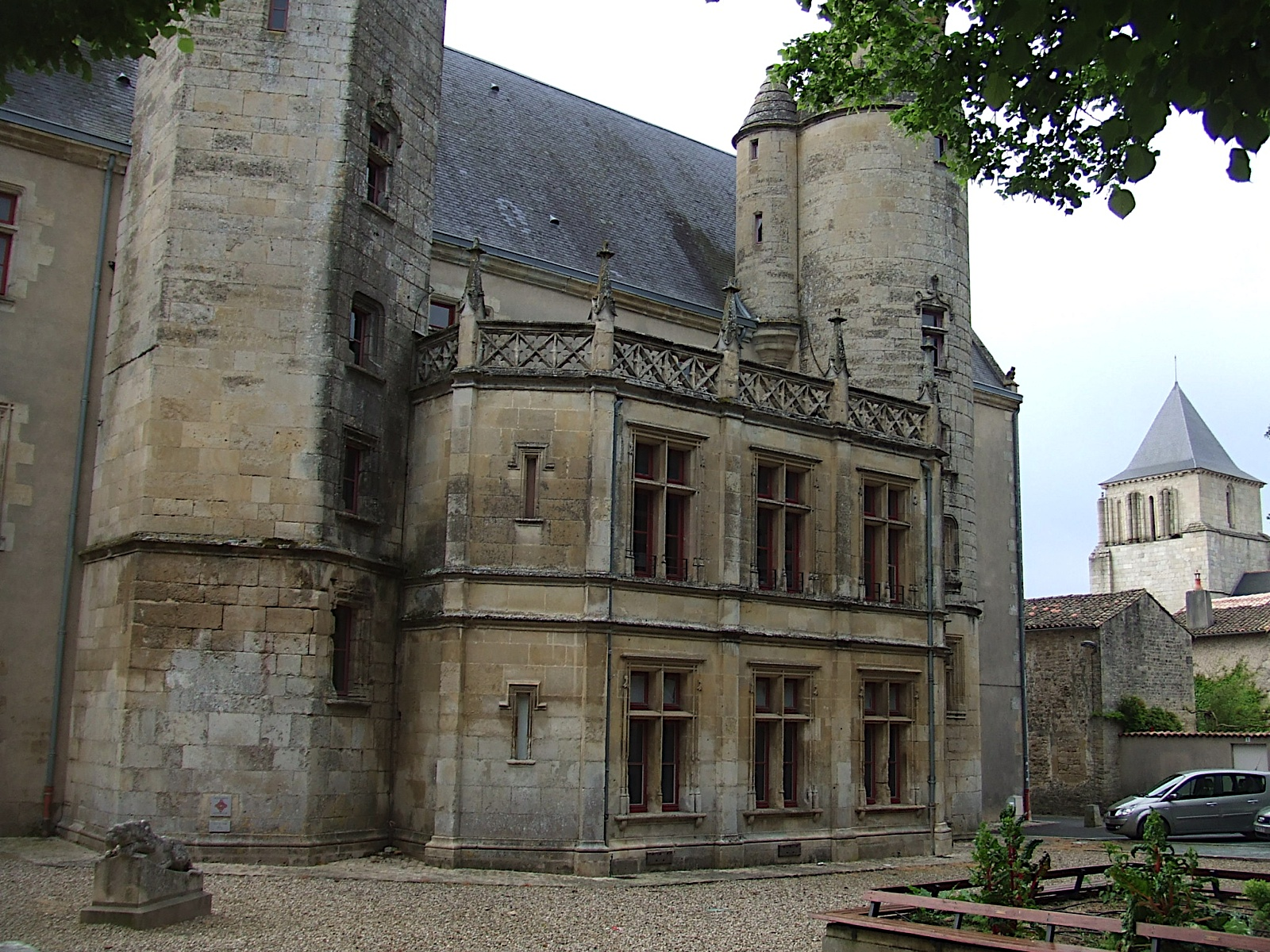
Hôtel de Ménoc; im Hintergrund der Vierungsturm von St-Savinien

- Das Hôtel de Ménoc stammt in Teilen noch aus dem 15. Jahrhundert; im 19. Jahrhundert fanden Umbauten statt. Es dient heute als Gerichtsgebäude.
- Das ehemalige Gebäude des Couvent des Capucins (Kapuzinerkloster) stammt aus dem 17. und 18. Jahrhundert und dient heute der Stadtverwaltung.
- Der sogenannte Temple war das ehemalige Gotteshaus der Protestanten von Melle und liegt unmittelbar am ehemaligen protestantischen Friedhof.
- Das Lavoir de Loubeau genannte Waschhaus vom Ende des 18. Jahrhunderts mit seinem langgestreckten Becken erhielt im 20. Jahrhundert ein Dach. Das Lavoir de Villiers genannte Waschhaus aus der Mitte des 19. Jahrhunderts hat ein ovales Becken.
- Das Musée des Motocyclettes Monet et Goyon zeigt Kleinmotorräder aus den Jahren 1920 bis 1950.
- Im Marché de Melle, einer historischen Markthalle aus dem 19. Jahrhundert, werden an Markttagen Gemüse sowie Fleisch-, Fisch- und Brotwaren angeboten.
- Die Mines d'argent, die mittelalterlichen Blei- und Silbererzminen unterhalb der Stadt wurden im Jahre 1830 wiederentdeckt. Sie gehören zu den wenigen – in Teilen begehbaren – mittelalterlichen Bergwerken Europas. Außerdem kann das uralte Handwerk der Münzprägerei nachempfunden werden.
- Das Arboretum ist ein Baumlehrpfad entlang einer stillgelegten Eisenbahnstrecke.
- In der Innenstadt sind diverse neuere Kunstwerke (Kunst im öffentlichen Raum) verteilt. Der Pont aux Roses ist eine rosafarbene, nirgendwohin führende acht Meter lange metallene Brückenskulptur, die – aufgrund der enormen Kosten nicht ohne kritische Stimmen – im Jahr 2002 auf einem zentralen Platz der Stadt aufgestellt wurde. Daneben befindet sich eine Brunnenanlage mit dem Mosaik „Bestiaire Imaginaire“.

## Persönlichkeiten
- Marcel Brillouin, Physiker (* 19. Dezember 1854 in Melle; † 16. Juni 1948 in Paris)
- Joseph Avenol, Politiker (* 9. Juni 1879 in Melle; † 2. September 1951 in Duillier, Schweiz)
- René Hardy, Mitglied der Résistance (* 31. Oktober 1911 in Mortrée; † 12. April 1987 in Melle)
- Guy Texereau, Leichtathlet (* 14. Mai 1935 in Melle; † 28. April 2001 in Saint-Astier)
- Laurent Cantet, Filmemacher (* 15. Juni 1961 in Melle; † 25. April 2024 in Paris)